# Кверрестадская кирха
Кверрестадская кирха (швед. Kverrestads kyrka) — лютеранский храм в Кверрестаде, в коммуне Тумелилла в лене Сконе. Является храмом церковного прихода Смедсторп епархии Лунда Шведской Церкви. Храм построен в 1872—1873 годах по проекту архитектора Петера Энеберга.
К середине XIX века средневековая церковь Каверрстада в романском стиле пришла в негодное и даже опасное состояние. В феврале 1872 года приход принял решение о строительстве нового храма. Старую церковь снесли в апреле—мае того же года и начали возведение новой по проекту архитектора Петера Энеберга из Чивика. Новый храм в неороманском стиле, включавший колокольню со шпилем и узкую трехгранную ризницу, вмещал пятьсот человек. Он был торжественно открыт в ноябре 1873 года. В него из снесённой церкви перенесли купель для крещения в романском стиле, алтарный образ, кафедру XVII века, монограмму короля Карла XI и герб Швеции, вырезанные из дерева, а также два колокола. Последние сняли со старой колокольни ещё в 1865 году и установили на кладбищенской временной звоннице, откуда перенесли на новую колокольню, когда та была полностью построена. Из старого храма в новый попало и центральное паникадило. Две прочие люстры приходу подарило местное рабочее товарищество в 1929—1930 годах.
В 1870 году в храме установили орган работы мастера Расмуса Нильссона из Мальмё. В 1899 году в церковь перенесли орган из кирхи в Окси, построенный в 1855 году мастером Свеном Фогельбергом из Лунда. Современный механический орган работы Фабрики по производству органов А. Мортенссона появился в храме в 1964 году.